# Шол Крик (Алабама)
Шол Крик (енгл. Shoal Creek) насељено је место без административног статуса у америчкој савезној држави Алабама.

## Демографија
По попису из 2010. године број становника је 1.400.
| Група             | 2000.    | 2010.         |
| Белци             | 0 (0,0%) | 1.279 (91,4%) |
| Афроамериканци    | 0 (0,0%) | 67 (4,8%)     |
| Азијати           | 0 (0,0%) | 31 (2,2%)     |
| Хиспаноамериканци | 0 (0,0%) | 19 (1,4%)     |
| Укупно            | 0        | 1.400         |